# Joel M. Reed
Pour les articles homonymes, voir Reed.
Joel Melvin Reed est un réalisateur américain né le 29 décembre 1933 à New York et mort dans la même ville le 13 avril 2020,,.

## Filmographie
- 1968 : Sex by Advertisement
- 1969 : Career Bed
- 1971 : Wit's End ou The G.I. Executioner
- 1976 : Blood Bath
- 1976 : Incredible Torture Show
- 1981 : Night of the Zombies